# Черри Лейн
Черри Лейн (Cherry Laine, настоящее имя Флоренс Миллз (Florence Evadne Mills); род. 4 января 1943, Ямайка) — немецкая диско-певица
 ямайского происхождения. Самый известный хит — Catch The Cat.

## Биография
Черри Лейн родилась 4 января 1943 года на Ямайке. Её отец был священнослужителем, а мать — медсестрой.
Уже в возрасте 6 лет она начала петь в хоре при церкви отца, а её мать аккомпанировала на органе. Затем семья переехала в Англию.
Родители хотели, чтобы их дочь стала медсестрой и акушеркой, но планы Черри уже тогда сильно отклонялись от заданного ими курса. 
В составе девичьего трио она выступала в английских университетах и клубах. После смерти родителей Лейн уехала в ФРГ, где уже через месяц стала петь в хорошо известной группе «The Tiger Dolls». Правда, очень быстро поняв, что это не для неё, она покинула группу.
Пик творчества Черри Лейн приходится на 1977—1979 года, когда она сотрудничала с продюсером Бернтом Мёрле (Bernt Mohrle), под руководством которого были выпущены альбом и несколько синглов. Помимо прочего, Мёрле привлекал Черри Лейн к участию в бэк-вокале на первом альбоме своего главного проекта — группы Chilly. Это породило безосновательные, но упорные слухи о том, что псевдоним «Черри Лейн» принадлежит вокалистке «Chilly» Софии Эйянго (Sofia Ejango).
Её первым синглом стала песня «Everybody Knows It», но настоящий успех пришёл в 1977 году, когда она записала «A Night In Chicago», ставшую очень популярной во всей Европе. Следующий хит «Catch The Cat» последовал в 1978 году. Песня настолько полюбилась в Испании, что дважды получила там золотой статус, и вышло её 8 ремиксов на испанском. Альбом не заставил себя долго ждать, и уже в 1979 году I’m Hot появился на полках музыкальных магазинов. Помимо других музыкантов, в работе над альбомом также принимали участие Михаэль Крету и Курт Хауэнштайн из Supermax.
Песни «The Sea-Fare Folk» и «Speed Freak Sam» продолжили серию хитов Черри Лейн. «The Sea-Fare Folk» — адаптированный вариант английской народной песни «Drunken Sailor», которая в начале 80-х также исполнялась голландской женской поп-группой Babe и немецкой Dschinghis Khan.
В 1981 году Черри получила приглашение представить Германию в Чили на песенном фестивале «Viña del Mar International Song Festival», где с песней «Waiting» (Esperando) она заняла 1-е место.
После выхода замуж за композитора Карлхайнца Меркеля (Karlheinz Merkel) Лейн выпускает вместе с ним в 1979-1986 годах ряд синглов — как сольно, так и в составе групп-однодневок (Pappy'ion, Hollywood, Horizon Of Hollywood).
Проходящая мода на диско сыграла свою зловещую роль и с Черри Лейн. Её синглы перестали продаваться, и было решено, что новых альбомов больше не будет.
В 2006 году Черри Лейн предприняла попытку вернуться, выпустив мини-альбом, который прошёл совершенно незамеченным.

## Дискография

### Студийные альбомы
- 1979: I’m Hot

1. Catch The Cat (Bernt Moehrle / Patty Unwin)
2. Speed Freak Sam (Rod Thompson / Pip Greasley)
3. Sergeant Rock (Ch. Kolonovitz / R. Schoenherz / J. Daansen / H. Pfanmuller / R. Smith-Diesel)
4. I'm Hot (Bernt Moehrle)
5. Mamy Blue (Hubert Geraud / Phil Trim)
6. The Sea-Fare Folk (Bernt Moehrle / Patty Unwin)
7. Black Jack (Ch. Kolonovitz / R. Schoenherz / J. Daansen / H. Pfanmuller / G. Liszt)
8. You Are The Song (Bernt Moehrle)
9. Love Is All We Need (Bernt Moehrle)
10. Musicman (Bernt Moehrle / Patty Unwin)
- 2006 Love What Is Love (mini-album)

1. Love What Is Love
2. Waiting
3. Tragedy
4. You And Me
5. Tears [as HORIZON OF HOLLYWOOD]
6. Take all Of Me [as HORIZON OF HOLLYWOOD]

### Синглы
1977 Everybody Knows It / Island Guy
1977 A Night In Chicago / You Love Me In A Special Way
1978 Catch The Cat / Come On And Sing
1979 The Sea-Fare Folk (Hey-Ho And Up She Rises) / You Are The Song
1979 Danny's Disco / I'm Hot
1979 Speed Freak Sam / Love Is All We Need
1980 Easy Ride / I'm Losing You
1980 No More Monday / Al Capone
1981 Waiting / Ooh I Like It
1983 Tragedy / I've Got A Dream / The One Forever
1984 Freckless / Land Of No Return
1985 Ninja Boys / Farewell Faroe Island
1986 Jungle Lover Boy (Single Edit) / Jungle Lover Boy (Jungle Mix Edit)

### Синглы в составе других проектов
1978 [Hollywood] Cover Girl / Don't Treat Me Like Your Sister
1979 [Horizon Of Hollywood] Don't Let Me Down, part 1 / Don't Let Me Down, part 2
1979 [Pappy'ion] 1001 Nights (Ali Baba) / Fata Morgana (1979)
1980 [Pappy'ion] The Bay Of Illusion / Time Machine